# Voix des femmes libyennes
La Voix des Femmes Libyennes ( VLW ) est une organisation non gouvernementale (ONG) fondée pour faire progresser et protéger les droits des femmes en Libye . VLW a son siège à Tripoli et possède des succursales à Zawia et Misrata. VLW est toujours une organisation dirigée par des jeunes qui continue de défendre le développement des femmes  et de remettre en question les normes dominantes de la société libyenne. VLW s'efforce de diffuser l'information au niveau national en créant des équipes locales composées à la fois d'individus et d'organisations.

## Histoire
Le VLW a été fondé en août 2011 en réponse à la révolution libyenne du 17 février. Elle a été fondée à Tripoli par Alaa Murabit, une jeune médecin et militant des droits des femmes. Murabit était en dernière année de médecine et après la révolution, elle sentit qu'il y avait une « fenêtre d'opportunité pour les femmes en Libye ». En novembre, le groupe avait organisé la toute première Conférence internationale des femmes en Libye. En outre, dans un laps de temps très court, le VLW avait créé un centre pour femmes à Tripoli et proposait des cours.
Murabit a expliqué que VLW a tenté d'utiliser des « modèles internationaux éprouvés » pour son groupe, mais n'a trouvé que des portes fermées dans une Libye conservatrice, peuplée en grande partie d'Arabes sunnites . En modifiant leur approche et en utilisant des interprétations pacifiques de l’islam dans leur travail, ils ont trouvé une plus grande voix parmi les hommes et les femmes. L’approche de VLW, qui consiste à utiliser la religion pour « obtenir un soutien au niveau local », a été une manière unique de provoquer le changement en Libye.

## Projets et programmes

### Une voix
One Voice, qui a eu lieu du 11 au 15 novembre 2011, a été organisée par VLW et a été la première conférence internationale des femmes jamais organisée en Libye. La conférence comprenait des sujets sur la politique, la religion, l'économie et comprenait une séance finale à huis clos réservée aux femmes sur des sujets tels que la santé des femmes et la violence sexiste.

### Projet Noor
Le projet Noor, qui signifie également « lumière » en arabe, est un programme qui vise à sensibiliser à la violence domestique et aux abus sexuels contre les femmes en Libye. Il s’agit d’une campagne médiatique qui utilise les panneaux d’affichage, la radio, la télévision et les médias sociaux pour diffuser son message. Le projet Noor est unique en ce sens qu’il cherche à aborder les idées entourant ces questions en utilisant un langage religieux dans un pays à prédominance musulmane. VLW cherche à atteindre ces régions religieuses en Libye et à corriger « l’incompréhension et la mauvaise représentation des enseignements islamiques » qui ont érodé les droits des femmes au Moyen-Orient. Le Projet Noor utilise les enseignements islamiques contre la violence, en particulier les interprétations du Coran qui mettent l'accent sur l'égalité des femmes et des hommes
Nadia El-Fallah a contribué à lancer le projet Noor en 2013 et espère qu'il pourra devenir un « outil pour susciter des conversations dans les foyers, les mosquées et les cafés » La Palestine et la Jordanie ont toutes deux demandé à VLW de reproduire le projet Noor dans leurs pays respectifs.

### Journée internationale du hijab violet
La Journée internationale du hijab violet est un événement au cours duquel les femmes portent un hijab violet pour « rappeler la position stricte de l'islam contre la violence domestique ». Murabit déclare que « la Journée du hijab violet conteste directement le droit faussement perçu d'un musulman à maltraiter une femme, une fille, une mère ou une sœur ». La date de la Journée du Hijab Violet (le deuxième samedi de février) a lieu afin de commémorer le meurtre d' Aasiya Zubair, une femme architecte retrouvée poignardée et décapitée par son mari violent Muzzammill Hassan. Les hommes et ceux qui ne portent pas le hijab sont encouragés à porter un foulard, une cravate ou un ruban violet lors de la Journée du hijab violet.